# مطار افاهيلوكا
مطار افاهيلوكا (بالفنلندية: Aavahelukan lentokenttä)‏ (إيكاو: EFAA) هو مطار يقع في كولاري، وجزئيًا في مونيو، فنلندا، على بعد حوالي 40 كيلومتر (25 ميل) شمال مركز بلدية كولاري و 10 كيلومتر (6 ميل) غرب قرية اكاسلومبولو (بالفنلندية: Äkäslompolo)‏.

## المرافق
يقع المطار على ارتفاع 738 قدم (225 م) فوق مستوى سطح البحر. يملك مدرج واحد محدد 14/32 مع سطح إسفلتي مقاس 864 by 30 متر (2,835 قدم × 98 قدم).

## روابط خارجية
- الموقع الرسمي
 باللغة الفنلندية
- VFR Suomi / فنلندا - مطار افاهيلوكا
- Lentopaikat.net - مطار افاهيلوكا باللغة الفنلندية